# Bed of Lies
"Bed of Lies" é uma canção da rapper americana Nicki Minaj, para o seu terceiro álbum de estúdio The Pinkprint. Conta com a participação de Skylar Grey, e foi lançada em 16 de novembro de 2014, digitalmente, como quarto single do álbum. 

## Antecedentes e produção
Minaj estreou a canção na Europe Music Awards de 2014, em Glasgow, na Escócia, com Skylar Grey. Em entrevista à Billboard, Grey revelou que ela havia escrito e gravado uma versão demo da faixa antes de ter sido enviado para Minaj, que escreveu e gravou versos de sua própria para a música:
| “ | Gostei da demonstração de que é o suficiente para manter-me na música. Eu sabia que talvez iria acontecer, mas ela lançou um monte de diferentes singles primeiro. Então, eu realmente não sabia quando ela ia colocar esta canção para ser single. E, em seguida, cerca de uma semana atrás eu recebi um telefonema de sua equipe e eles me perguntaram se eu poderia ir para a Escócia e fazer a música com eles. | ” |

Em 15 de novembro, a música completa estreou no Saturday Night Online, e foi disponibilizado na iTunes Store na madrugada do dia seguinte. Minaj apresentou a canção na American Music Awards de 2014, também com Skylar Grey.

## Recepção e crítica
"Bed Of Lies" recebeu aclamação universal dos críticos, elogiando a parte de Grey e capacidade de Minaj para mostrar seu lado vulnerável, permanecendo confiante junto com seu fluxo rápido. Deniqua Campbell, de The Source, deu a canção um comentário positivo, dizendo que Minaj ainda tem de deixar-se seu impulso implacável para reacender seu rap e que 'Bed Of Lies' faz apelos à natureza mais serena do Minaj". Caitlin White, da MTV News, elogiou a música, dizendo que Minaj sempre fez emocional com apenas o toque direito de vulnerabilidade e força". Christina Lee, de Idolater, chamou-lhe "uma versão mais pontiagudo e detalhada do single de estréia de The Pinkprint, Pills N Potions". Tom Barnes, de Mic, notou um tom muito diferente do que a maioria de suas canções anteriores e disse que ele em "Bed of Lies" se encaixa o seu assunto complexo, chamando-o de "poderoso" e seu mais emocional único até à data.Lindsey Weber, de Vulture, disse que Nicki leva um enjoativo na parte de Skylar Grey e envolve uma ode desagradável 'em torno dele'.Sharan Shetty, do Slate, disse que é 'talvez a música mais confessional que Minaj já fez' e elogiou o fato de que Minaj não saiu como o "partido da piedade". Eliza Thompson, de Cosmopolitan elogiou a música e disse que a parte de Grey estava "bonito e melancólico".

## Faixas e formatos
| Descarga digital |                                   |         |  |
| N.º              | Título                            | Duração |  |
| 1.               | "Bed of Lies (feat. Skylar Grey)" | 4:30    |  |

## Desempenho nas tabelas musicais
Charts
| Tabela musical (2014)              | Posição |
| Austrália - ARIA                   | 71      |
| Estados Unidos - Billboard Hot 100 | 70      |
| França - Ultratop                  | 153     |
| Austrália - Ultratop               | 18      |
| Nova Zelândia - Ultratop           | 32      |